# Phenacohelix brooki
Phenacohelix brooki är en snäckart som beskrevs av James Frederick Goulstone 200. Phenacohelix brooki ingår i släktet Phenacohelix och familjen Charopidae. Inga underarter finns listade i Catalogue of Life.